# Palácio de Verão dos Arcebispos
O Palácio de Verão dos Arcebispos é um edifício localizado em Salvador. O local foi tombado pelo Instituto do Patrimônio Histórico e Artístico Nacional (IPHAN) em 1941. O palácio compõe um complexo com a Igreja de Nossa Senhora da Penha de França, também tombada pelo IPHAN.

## História
A construção do palácio está associada à atuação do arcebispo José Botelho de Mattos, no século XVIII. O local foi listado como "relíquia da Bahia", por Edgard de Cerqueira Falcão.
Em 1767, D. José Botelho de Mattos falece e deixa em testamento o palácio para a paróquia da igreja, porém é recusado, sendo então doado para os Arcebispos. De 1813 a 1966 a edificação abrigou diferentes entidades como as Irmãs do Bom Pastor, Franciscanas da Imaculada Conceição e a Ordem das Carmelitas Descalças.

## Arquitetura
O Palácio de Verão dos Arcebispos é uma edificação com dois pavimentos, composto de um saguão central dando acesso aos demais cômodos e circundado por corredores laterais sem tribunas. Em sua fachada principal está uma torre com o topo em formato de pera, revestida de azulejos de vários padrões distintos. O frontão é em estilo rococó com um mosaico em azulejos. Está ligado à capela por uma lógia.